# Martin Mortensen
Martin Mortensen (født 5. november 1984 i Herning) er en dansk tidligere professionel cykelrytter og nuværende teammanager på DCU-holdet CeramicSpeed Aros Forsikring Herning CK Elite.
Han cyklede i sæsonen 2008 for det danske UCI kontinentalhold Team Designa Køkken, 2009-2010 for det hollandske hold Vacansoleil, og fra 2011 for Leopard Trek. Han har udmærket sig som en dygtig temporytter. Da Leopard Trek fra 2012-sæsonen fusionerede med Team RadioShack, blev Martin Morensen i overskud og skiftede tilbage til sit tidligere hold, Vacansoleil-DCM.

## Meritter
2002
- Dansk enkeltstartsmester for juniorer

2005
- Dansk enkeltstartsmester i U23-klassen

4th GP des Eaux Minérales de Beckerich
2006
5. plads i Paris-Roubaix Espoirs
10. plads i La Côte Picarde
2007
Vinder af Grand Prix de Dourges
2. plads i Prix de la Ville de Nogent-sur-Oise
4. plads i Duo Normand (sammen med Thomas Guldhammer)
6. plads i Overall Ronde de l'Oise
10. plads i Chrono Champenois
2008
Vinder af Duo Normand (sammen med Michael Tronborg)
3. plads samlet i La Boucle de l'Artois
En etape i Boucle de l'Artois
5. plads i Chrono Champenois
2010
2. plads i GP Herning
4. plads samlet i Danmark Rundt
2011
2. plads i DM i linjeløb
2013
Vinder af Tour de Normandie
Vinder af  Bjergkonkurrencen
Vinder af 2. etape
Vinder af  Bjergkonkurrencen Danmark Rundt
Vinder af 4. etape af Okolo Slovenska
2. plads i GP Herning
2. plads i Destination Thy
2. plads i Ronde van Overijssel
8. plads samlet i Tour of Estonia
2014
Vinder  samlet i Czech Cycling Tour
Vinder a 2. etape
5. plads i DM i linjeløb
2015
Vinder af Velothon Wales
2. plads i DM i linjeløb
2016
Vinder af Tro-Bro Léon